# Lukas Ennemoser

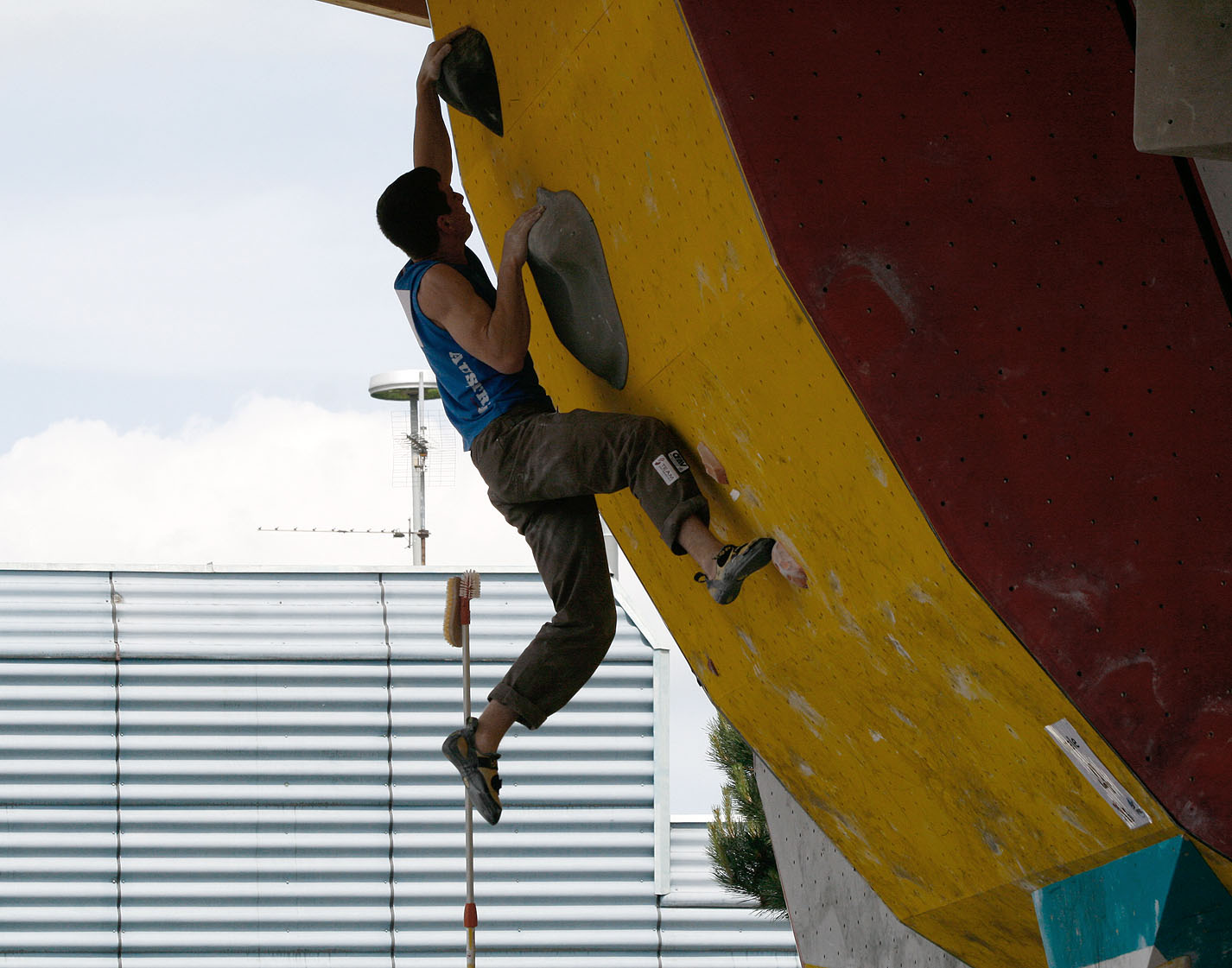
Lukas Ennemoser (Boulder-Worldcup in Wien 2010)

Lukas Ennemoser (* 21. Juli 1989 in Innsbruck) ist ein österreichischer Sportkletterer, der sowohl am Fels wie auch bei Wettkämpfen im Bouldern erfolgreich ist.

## Karriere
Ennemoser begann im Alter von 10 Jahren mit dem Klettern, 2004 nahm er an seinem ersten internationalen Bewerb teil. Er kletterte drei Jahre in der Jugendeuropacup-Serie (EYC) im Vorstiegsklettern und wechselte dann zum Bouldern. Seit 2005 gehört er zum österreichischen Boulder-National-Team. 2007 gelang ihm im tschechischen Brno erstmals ein Finaleinzug bei einem Boulderweltcup, wo er den 4. Platz belegte. 2011 wurde er im Bouldern Österreichischer Meister vor Kilian Fischhuber.

## Erfolge
Wettkämpfe
- Österreichischer Meister im Bouldern 2016
- Österreichischer Meister im Bouldern 2015
- Österreichischer Meister im Bouldern 2011
- 19. Platz Boulder WM Arco 2011
- 6. Platz Boulder Weltcup Barcelona 2011
- 3. Platz Boulderweltcup Wien 2011
- 7. Platz Boulderweltcup Dragomer 2011
- 8. Platz Boulderweltcup Wien 2010
- 1. Platz Bloc Master 2010
- 4. Platz Boulderweltcup Brün 2007
- 1. Platz Kitz Rock 2010
- 4. Platz Boulderstaatsmeisterschaft 2010
- Tiroler Bouldermeister 2009
- 1. Platz Austria Cup Boulder Gesamtwertung 2009
- 2. Platz Boulderstaatsmeisterschaften 2009

Fels – Boulder
- Memento (Fb. 8b+), Silvretta (Österreich)
- Diaphanous Sea (Fb. 8a+), Hueco Tanks in El Paso (USA)
- Rumble in the Jungle (Fb. 8a+), Hueco Tanks in El Paso (USA)
- Full Monty (Fb. 8a+), Hueco Tanks in El Paso (USA)
- The Flame (Fb. 8a+), Hueco Tanks in El Paso (USA)
- Chablanke (Fb. 8a), Hueco Tanks in El Paso (USA)
- Barfoot on sacret ground (Fb. 8a+), Hueco Tanks in El Paso (USA)
- Sarah (Fb. 8a+), Hueco Tanks in El Paso (USA)

Fels – Routen
- Schwarzer Schwan (8c), Tumpen (AUT)
- In Memo Reini (8c), Niederthai (AUT)
- Gondor (8c), Niederthai (AUT)
- Waldläufer (8c), Niederthai (AUT)
- Brandy Tarte (8c+), Niederthai (AUT)
- Tao (8c), Piburgersee (AUT)
- Wilhelmplatte (8b+), Niederthai (AUT)
- Minas Tirith (8b+), Niederthai (AUT)
- Glückshormon (8b+), Niederthai (AUT)
- L’amie de toutes le Monde (8b), Ceuse (F)
- Fortuna (8b+), Nassereith (AUT)